# シェフィールド市庁舎
シェフィールド市庁舎（Sheffield City Hall）は、イギリス・シェフィールドのバーカーズプール広場（Barker's Pool）に存在する、第2級イギリス指定建造物。 シェフィールド市議会によって建造され、所有されているが、NPO法人シェフィールド・シティ・トラストにより99年間のリース契約の下管理されており、コンサートなどの会場として、シティ・トラスト傘下法人のシェフィールド・インターナショナル・ヴェニューによって運営されている。 

## 沿革
1920年、建築家ビンセント・ハリスによって設計された 。1929年6月27日に着工され、1932年9月22日にオープンした 。元々、1916年には第一次世界大戦死者追悼のための記念ホールとして提案されていたが、数年の論争を経て、シェフィールド市の庁舎として建築された。 
第二次世界大戦中に受けた爆撃の跡が現存している 。2005年、12.5百万ポンドをかけて市庁舎とその周辺は改装、再開発された。 

## 特徴
巨大なポルチコを備えたた新古典主義建築である。 オーバルホールは、市庁舎の中で最大のホールで、収容人数は2,271人。グランドウィリスIIIオルガンはシェフィールドで最大のパイプオルガンで、4,000本以上のパイプを備えている。500人を収容するメモリアルホールとボールルームがある。1932年にメインホールが最初にオープンした際は、4フィートの高さの石でできた重さ2.5トンのアール・デコ様式のライオン像がステージの両側に立っていた 。ライオン像は1962年に改修の一環として撤去されたものの、2017年10月、建築85周年を祝し、市庁舎のホワイエに戻された。 